# Johan Person
Johan Person, född 19 mars 1868 i Asarums socken, död 19 juli 1921 i Chicago, var en svensk-amerikansk journalist och författare.
Johan Person var son till inhysesmannen Gumme Persson. Efter skolgång i Karlshamn och Växjö emigrerade han 1887 till USA. Han arbetade i olika yrken tills han 1895 fick anställning vid redaktionen för Svenska tribunen i Chicago. 1897 flyttade han till Worcester, Massachusetts, där han till 1899 redigerade Svea och 1899–1901 Skandinavia. 1901 kom han till Svenska Folkets Tidning i Minneapolis, vars redaktion han tillhörde till 1903. 1904–1910 var han medlem av Svenska Kurirens redaktion i Chicago, 1911–1912 redigerade han Vestkusten i San Francisco, och 1913 arbetade han vid Svensk-Amerikanska Posten i Minneapolis. Från 1914 och fram till sin död var han åter verksam vid Svenska Kurirens redaktion i Chicago.
Person gjorde sig särskilt uppskattad som kvick och spydig kåsör. Sin intima förtrogenhet med det svensk-amerikanska livets olika sidor har han utnyttjat i berättelsesamlingarna I Svensk-Amerika (1900) och Svensk-amerikanska studier (1912).